# إدغار برادو
إدغار برادو (بالإنجليزية: Edgar Prado)‏ هو فارس أمريكي، ولد في 12 يونيو 1967 في ليما في بيرو.